# Gagik Howunz
Gagik Howunz (armenisch Գագիկ Հովունց, auch Գագիկ Գեդեոնի Հովունց, Gagik Gedeoni Howunz; russisch Гагик Гедеонович Овунц, Gagik Gedeonowitsch Owunz, wiss. Transliteration Gagik Gedeonovič Ovunc; Schreibweise auch Ovunts, Hovunts oder Hovounts; * 1. März 1930 in Jerewan, Armenische SSR; † 1. September 2019 ebenda, Armenien) war ein armenisch-sowjetischer Komponist und Pädagoge.

## Leben
Howunz absolvierte zunächst die Musikschule Aleksandr Spendiarjan. Danach studierte er von 1949 bis 1954 am Staatlichen Konservatorium Jerewan Violine bei Karp Dombajew (1910–2000), der als Begründer der Armenischen Geigenschule gilt. Von 1952 bis 1957 studierte Howunz zusätzlich Komposition bei Grigor Jeghiasarjan. Die frühen Werke aus dieser Zeit zerstörte er später. Sein 1960 entstandenes Streichquartett anerkannte er als op. 1, mit ihm errang er beim Moskauer Kompositionswettbewerb 1963 einen Preis.
Ab 1964 unterrichtete er selbst Musiktheorie und Harmonielehre am Konservatorium Jerewan. Er wirkte außerdem im Vorstand des Armenischen Komponistenverbands. 1984 wurde er mit dem Titel Verdienter Künstler der Armenischen SSR ausgezeichnet. Seine Werke wurden auch im Westen aufgeführt, so erhielt er 1984 vom Verlag Leduc in Paris einen Kompositionsauftrag zu einem Stück für Flöte und Klavier. 1994 wurde er zum Professor ernannt, 1995 veröffentlichte er ein Lehrbuch der Harmonielehre unter dem Titel Gedanken über Harmonie (Мысли о Гармонии). Die Republik Armenien verlieh ihm 2013 den Verdienstorden für das Vaterland (За заслуги перед Отечеством). 2019 starb er in Jerewan.

## Schaffen
Er hinterließ Orchesterwerke, darunter einige Konzerte, Kammermusik, Werke für Chor und Klavier. Außerdem schrieb er Musik für Kurzfilme wie Встреча на выставке (1969). Einen Schwerpunkt seines Schaffens bildeten Instrumentalwerke, u. a. drei Zyklen mit Inventionen für Sinfonieorchester (1968–1971), Konzertante Inventionen für Klavier und Orchester (1974) sowie Konzerte für Violoncello (1976) und Violine (1980). Auch auf dem Gebiet der Kammermusik dominierte bei ihm die musikalische Form der Invention, so schrieb er jeweils zehnteilige Zyklen mit Inventionen für Holzbläser (1969), Streicher (1972) und Blechbläser (1976).
Stilistisch spielte in seiner modernen, oft freitonalen Musiksprache die Tradition der Armenischen Musik eine grundlegende Rolle, nicht nur in den ausdrücklich darauf bezogenen Kompositionen wie dem Chorstück Im naxnineri kančʿẹ (Ruf meiner Ahnen) (1992) und der Kantate Hayrenikʿ (Heimat) für Chor und Orchester (1993). Von Methoden der seriellen Musik hielt er sich fern, er arbeitete eher mit modalen Skalen und Symmetrien. Dabei verband er konstruktive Strenge mit lyrischem Ausdruck. Nicht selten finden sich Anklänge an die armenische Volksmusik und an den Neoklassizismus.
Zu den Interpreten seiner Musik zählten u. a. Swetlana Nawassardjan, Alexander Tselyakov, Anait Nersessjan, Waleri Popow, Alexei Michlin und Solisten des Staatlichen Akademischen Sinfonieorchesters Russlands.
Einspielungen seiner Kompositionen sind vorwiegend auf dem Label Melodija erschienen, weitere u. a. ab 2006 auf dem Label Suoni e colori.

## Persönliches
Sein Bruder war der Filmregisseur und Hochschulprofessor Nerses Howhannisjan (1938–2016).